# Edificio J. Edgar Hoover
El Edificio J. Edgar Hoover (en inglés: J. Edgar Hoover Building) es un edificio de oficinas situado en la 935.ª Avenida Noroeste de Pensilvania, en Washington D. C. (Estados Unidos). Es la oficina central de la Oficina Federal de Investigación. La planificación del edificio comenzó en 1962 y se seleccionó formalmente un sitio en enero de 1963. El trabajo de diseño, centrado en evitar la estructura monolítica en bloques típica de la mayoría de la arquitectura federal en ese momento, comenzó en 1963 y se completó en gran parte en 1964 (aunque la aprobación final solo se produjo en 1967). La limpieza del terreno y la excavación de los cimientos comenzaron en marzo de 1965. Los retrasos en la obtención de fondos del Congreso significaron que para 1970 solo se había completado la subestructura de tres pisos. El trabajo en esta comenzó en mayo de 1971. Los retrasos hicieron que el costo del proyecto pasara de 60 millones de dólares a más de 126 millones. La construcción terminó en septiembre de 1975 y el presidente Gerald Ford inauguró la estructura el 30 de septiembre de 1975.
El edificio lleva el nombre del ex director del FBI J. Edgar Hoover. El presidente Richard Nixon ordenó a las agencias federales que se refirieran a la estructura como el J. Edgar Hoover FBI Building el 4 de mayo de 1972, pero la orden no tenía fuerza de ley. El Congreso promulgó una legislación que nombra formalmente la estructura el 14 de octubre de 1972, y Nixon la firmó el 21 de octubre.
El J. Edgar Hoover Building tiene 260 210 m² de espacio interno, varias comodidades y un sistema especial y seguro de ascensores y pasillos para mantener los recorridos públicos separados del resto del edificio. Tiene tres plantas bajo rasante y garaje subterráneo. La estructura tiene ocho pisos de altura en el lado noroeste de la avenida Pensilvania y 11 en el lado noroeste de E Street. Dos alas conectan los dos edificios principales, formando un patio trapezoidal al aire libre. El exterior es de hormigón prefabricado de color beige y vaciado in situ con ventanas cuadradas, repetitivas, teñidas de bronce, empotradas en marcos de hormigón.
Cuando el edificio fue inaugurado las reacciones críticas fueron variadas, desde un fuerte elogio hasta una fuerte desaprobación.
Se han hecho planes para reubicar la sede del FBI en otro lugar, pero se abandonaron en 2017 por falta de fondos.

## Diseño y construcción

### Planificación
Desde 1935, el FBI tenía su sede en el edificio del Departamento de Justicia. En marzo de 1962, la administración Kennedy propuso invertir 60 millones de dólares para construir una sede del FBI en el lado norte de la avenida Pensilvania frente al Departamento de Justicia, argumentando que el FBI, que tenía oficinas en el edificio del Departamento de Justicia y otros 16 sitios en la capital; estaba demasiado disperso para funcionar con eficacia. Inicialmente, las perspectivas para el nuevo edificio parecían buenas. Un comité de la Cámara aprobó la solicitud de presupuesto el 11 de abril, y uno del Senado lo aprobó un día después. Pero la Cámara eliminó los fondos cuando llegó la hora de aprobarlos. Luego, un comité de la conferencia de presupuesto votó en septiembre para restaurar fondos suficientes para la selección del sitio, la planificación y el diseño preliminar.
El proceso de selección del sitio fue impulsado en gran medida por factores no relacionados con la eficiencia organizativa. Para 1960, la avenida Pensilvania estaba marcada por el deterioro de las casas, las tiendas y los edificios de oficinas en el lado norte y los monumentales edificios neoclásicos de oficinas federales de Federal Triangle en el lado sur. Incluso Kennedy notó el estado ruinoso de la calle durante su procesión inaugural en enero de 1961. En una reunión del gabinete el 4 de agosto de 1961, Kennedy estableció el Comité Ad Hoc sobre el Espacio de Oficinas Federales para recomendar nuevas estructuras para acomodar al creciente gobierno federal (que no había construido casi ningún edificio de oficinas en la ciudad desde la Gran Depresión). El subsecretario de Trabajo, Daniel Patrick Moynihan, fue asignado para ayudar al personal del comité.
En el informe final, Moynihan propuso (en parte) que la avenida Pensilvania se reconstruyera utilizando los poderes del gobierno federal. Sugirió arrasar cada cuadra al norte de la avenida Pensilvania desde el Capitolio hasta la calle 15 NW, y construir allí una mezcla de edificios culturales (como museos y teatros), gubernamentales, hoteles, de oficinas, restaurantes y tiendas minoristas. Kennedy aprobó el informe el 1 de junio de 1962, y creó un "Consejo del Presidente en la avenida Pensilvania" para elaborar un plan.
El sitio seleccionado por la Administración de Servicios Generales (GSA) el 3 de enero de 1963 para la nueva sede del FBI fueron dos cuadras de la ciudad limitadas por la avenida Pensilvaniay las calles 9 NW, E NW y 10 NW. El administrador de la GSA, Bernard Boutin, dijo que el sitio fue seleccionado tras una consulta informal con el Consejo del Presidente en la avenida Pensilvania y la Comisión Nacional de Planificación de la Capital (NCPC; que tenía el poder legal para aprobar cualquier construcción importante en el área metropolitana de Washington D. C.). Boutin dijo que la obra ayudaría a revitalizar el área de la avenida Pensilvania y que el diseño de la nueva estructura estaría en armonía con otros edificios planeados por el Consejo del Presidente en la avenida Pensilvania, y necesitaría el cierre de una sección corta de la calle D NW entre las calles 9 y 10 NW. Más de 100 locales comerciales fueron desalojados.

### Diseño

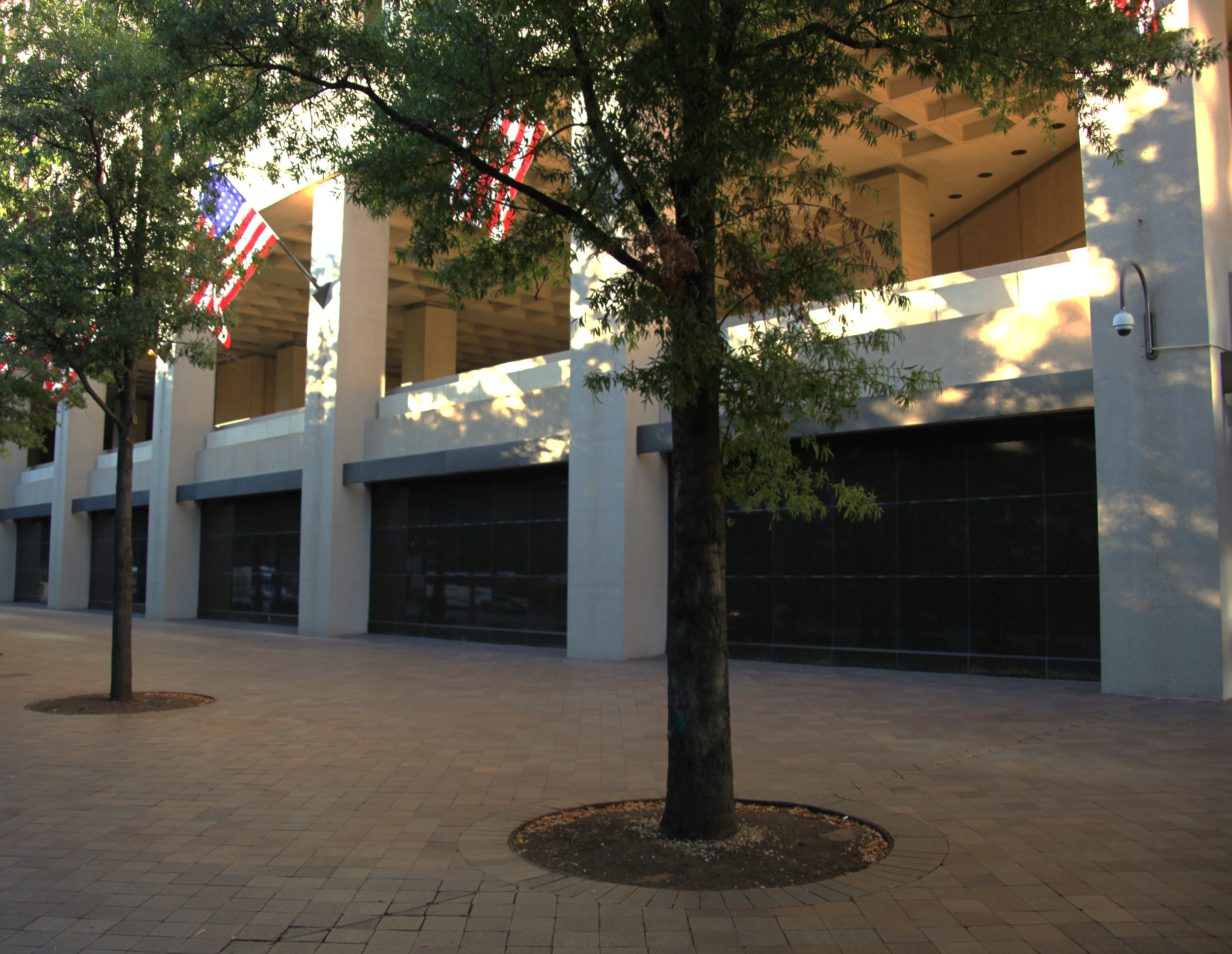
El primer piso del J. Edgar Hoover Building en la avenida Pensilvania. Por razones de seguridad, el FBI se opuso a una sala de juegos y tiendas minoristas en este lugar; el diseño final es una pared sin ventanas con paneles de relleno de granito negro a nivel de la calle.

El consenso inicial fue evitar el estilo de relleno de bloques de la arquitectura defendida por la Administración de Servicios Generales. El personal del NCPC abogó por una agregación de edificios más pequeños e interconectados, mientras que el consultor arquitectónico del Consejo del Presidente en la avenida Pensilvania, Nathaniel A. Owings, sugirió incorporar tiendas comerciales en la planta baja. El personal del Consejo del Presidente en la avenida Pensilvania dijo que el consejo "volaría por los aires" si el diseño de la sede del FBI era monolítico.
En enero de 1963, la GSA estimó que la obra comenzaría en 1964 y finalizaría en 1967. En junio de 1963, la GSA contrató a la firma Charles F. Murphy and Associates para ayudar con el diseño. Stanislaw Z. Gladych fue el arquitecto en jefe, y Carter H. Manny, Jr. fue el socio a cargo. Murphy and Associates se esforzó por fusionar puntos de vista contradictorios sobre lo que debería ser el edificio. 
El Consejo del Presidente en la avenida Pensilvania quería un edificio con una galería peatonal en el lado de la avenida Pensilvania y tiendas comerciales en el nivel del suelo en los otros tres lados. Pero el FBI rechazó este punto de vista y, en cambio, defendió una estructura que fuera a prueba de bombas en los primeros pisos y que tuviera solo unos pocos puntos de acceso bien asegurados en otros lugares. 
Murphy and Associates diseñó inicialmente un edificio monumental. Este enfoque fue rechazado por la GSA por desperdiciar espacio y porque generaría críticas por su aparente mal uso del dinero de los contribuyentes. Murphy and Associates luego diseñó una estructura de "escuela de Chicago". Este era un edificio rectangular cuyo frente estaba alineado a lo largo de un eje este-oeste en lugar de la avenida Pensilvania. 
Esto creó una fuerte irregularidad en la avenida Pensilvania, que los arquitectos convirtieron en una plaza peatonal. Aunque este diseño fue ampliamente aceptado, la plaza no lo fue y el lado sur del edificio se alineó nuevamente con la avenida. Aunque el FBI no estaba muy interesado en el diseño arquitectónico del edificio, los gerentes de nivel medio y bajo se entrometieron ampliamente en los detalles (incluso mientras se completaban los dibujos de trabajo).
Con el trabajo de diseño aún incompleto en abril de 1964, la GSA retrasó el inicio de la construcción hasta 1966. El 22 de abril, la GSA anunció que, tras consultar con la NCPC, el edificio tendría dos niveles. La fachada de la avenida Pensilvania tendría de cuatro a seis pisos, mientras que el lado de la calle E se elevaría ocho o nueve pisos. Esto para evitar crear un frente monolítico de edificios de oficinas a lo largo de la avenida Pensilvania.

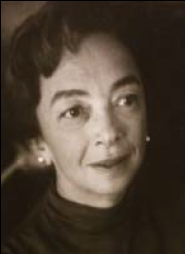
Elizabeth Ulman Rowe, presidenta del NCPC de 1961 a 1968

El 1 de octubre de 1964, el NCPC aprobó el diseño preliminar del edificio del FBI. Durante la fase de diseño, los arquitectos descubrieron que el NCPC apoyaba el deseo del FBI de un edificio altamente seguro, y esto influyó significativamente en el diseño de la estructura. Los planes de Murphy and Associates requerían una estructura de ocho pisos en la avenida Pensilvania y un edificio de 12 pisos a lo largo de E Street. Los dos edificios estaban conectados por alas a lo largo de las calles 9 y 10 NW, formando un patio al aire libre en el interior. 
El edificio retrocedió 21,3 m con respecto a la avenida Pensilvania. También contaba con estacionamiento subterráneo accesible desde las calles 9 y 10. En los lados este y oeste del edificio del FBI existía una plataforma abierta, diseñada para permitir que los peatones entraran por la calle E y pasearan por el segundo piso del edificio. Los arquitectos notaron que esta plataforma podría extenderse en el lado sur (Avenida Pensilvania). 
El NCPC expresó solo una preocupación: que los "áticos" en lo alto del edificio (que fueron diseñados para ocultar el sistema de climatización y el equipo de ascensores) fueran ilegales. Los áticos elevaron la altura del edificio a 52,4 m, o sea 3,7 más de lo permitido por la ley.
La Comisión de Bellas Artes de los Estados Unidos (CFA) revisó los planos el 21 de octubre de 1964. la GSA y Murphy and Associates se habían negado a hacerlos públicos antes de esta reunión. Durante las discusiones informales con el personal de la CFA en la fase de diseño inicial, los arquitectos se enteraron de que la CFA quería que el edificio del FBI tuviera una base poderosa que pareciera anclarlo a la tierra. Aunque esto estaba en conflicto directo con la arquitectura abierta defendida por el Consejo del Presidente en la avenida Pensilvania, estaba más en línea con lo que querían el NCPC y el FBI. 
Dado que no estaba claro si el diseño propuesto que se había reunido con la aprobación de la NCPC sería aceptado por la CFA, el diseño era aún confidencial, por lo que los cambios podían realizarse sin que pareciera que se les habían impuesto a los arquitectos. Los diseños aún incompletos revelados durante la reunión de la CFA ahora mostraban una enorme terraza en el techo de tres pisos que sobresalía del edificio principal en la calle E, con pasillos cerrados con muros cortina de vidrio que conectaban el edificio de la avenida Pensilvania con las alas de la calle 9 y 10. 
El patio interior trapezoidal fue diseñado para albergar esculturas y exhibiciones públicas sobre el FBI. La fachada ahora exhibía elementos de hormigón angulares y repetitivos similares a los utilizados por Le Corbusier en el Tribunal Superior de Punjab y Haryana en Chandigarh, India; Paul Rudolph en su Brutalist Yale Art and Architecture Building en la Universidad de Yale en New Haven, Connecticut; y Gyo Obata en el diseño final del Museo Nacional del Aire y el Espacio en Washington D. C.

### Financiación y construcción
Aunque la Comisión de Bellas Artes no aprobó el diseño final hasta noviembre de 1967, el primer contrato para la limpieza y excavación de terrenos se adjudicó en marzo de 1965. Ese año la GSA también trató de avanzar con las solicitudes de financiación. Pero asegurar esa financiación resultó difícil de alcanzar. 
En mayo, sin embargo, el Comité de Asignaciones de la Cámara rechazó una solicitud de la administración de Johnson de 45,8 millones de dólares en fondos iniciales. Aunque tanto la administración como los funcionarios del FBI expresaron su confianza en que el dinero sería restituido, un comité de conferencia de presupuesto de la Cámara y el Senado en agosto declinó incluir los fondos en el presupuesto fiscal de 1966.
La solicitud de financiación obtuvo mejores resultados en 1966. Una vez más, el Comité de Asignaciones de la Cámara de Representantes recortó la solicitud de financiamiento de 45,7 millones de dólares de la administración en mayo. Pero con el terreno para la estructura casi completamente despejado, la GSA se quedaría con un lote vacío si no se recibían fondos. Esto llevó al Congreso a actuar. 
En octubre, un comité de conferencia de presupuesto de la Cámara y el Senado recomendó gastar 11,3 millones de dólares para excavar y construir los cimientos y verter la losa de concreto del primer piso. Ambas cámaras del Congreso aprobaron este gasto a fines de mes.

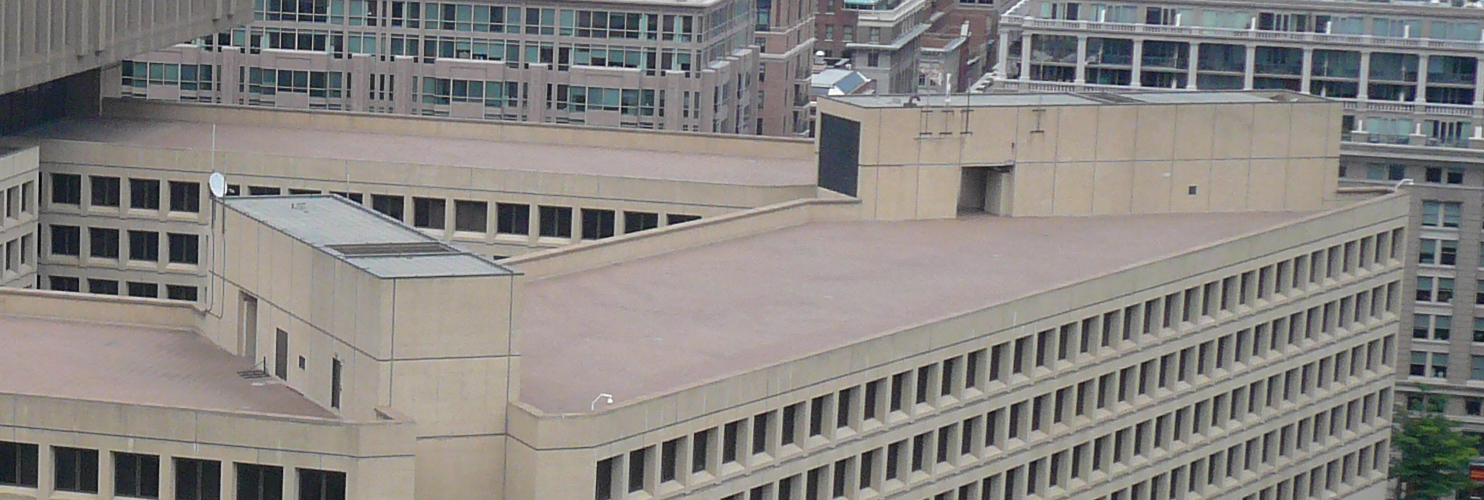
Los equipos de "áticos" en lo alto del Hoover Building crearon controversia sobre los límites de altura del edificio en la avenida Pensilvania.

Sin embargo, los problemas de diseño continuaron plagando el proyecto. A lo largo de 1966, los desarrolladores privados se pelearon con la Administración de Servicios Generales en audiencias ante el NCPC, que se acercaba a la decisión de dar la aprobación final al proyecto. El problema eran los áticos de equipamiento de 6,1 m de alto en la azotea. 
Los desarrolladores privados exigieron que también se les otorgue el derecho de elevar sus edificios por la altura adicional, mientras que otras agencias gubernamentales argumentaron que otorgar al edificio del FBI una exención de altura sentaría un mal precedente y debilitaría las restricciones de altura del gobierno a lo largo de la avenida Pensilvania. 
Dado que la cubierta del techo del edificio del FBI ya había perdido uno de sus tres pisos, el NCPC acordó la exención el 1 de diciembre de 1966 Mientras tanto, el Consejo del Presidente en la avenida Pensilvania todavía estaba presionando para una galería en el nivel del suelo a lo largo de la avenida Pensilvania. El Concejo argumentó que todos los edificios a lo largo de la avenida Pensilvania deberían incluir una galería para que los peatones pudieran caminar por la calle algo protegidos de los elementos. El FBI y los desarrolladores privados se opusieron al requisito de las salas de juegos. El Consejo creía que si al FBI se le concedía una exención del requisito, no podría aplicarlo a otros constructores. 
El FBI ganó la discusión argumentando que los violadores y asaltantes se esconderían en las salas de juegos, lo que haría que la avenida Pensilvania fuera insegura para los peatones y los trabajadores. El NCPC estuvo de acuerdo y votó a favor de una exención el 14 de septiembre de 1967.
El Congreso asignó un total de 20,5 millones de dólares en los años fiscales 1968, 1969 y 1970 para completar el trabajo en la subestructura. El primer contrato para la subestructura de tres pisos se adjudicó en noviembre de 1967. En octubre de 1969, la subestructura estaba en obra. En junio de 1970, sin embargo, el costo se había disparado a 102,5 millones de dólares. Los funcionarios de la GSA culparon a la inflación por el aumento de costos. Al mismo tiempo, la GSA dijo que el contrato para la construcción del tercer piso de la subestructura debía adjudicarse en marzo de 1971. Ese contrato fue para Blake Construction. La construcción del edificio de la avenida Pensilvania de ocho pisos, el edificio E Street de 11 pisos y las alas se estimó en junio de 1970 para comenzar a fines de 1973 o principios de 1974.
Las ofertas para el trabajo en la superestructura de 68 millones de dólares se abrieron en mayo de 1971, y el trabajo nuevamente se adjudicó a Blake Construction. En diciembre de 1971, la GSA anunció que el costo del edificio había aumentado en 7 millones de dólares (a 109 millones) debido a la inflación, un cambio de diseño importante y el costo de las características inusuales del edificio. El cambio de diseño agregó 1470 m² de espacio para oficinas, pero también incluyó pavimento especial a prueba de explosiones alrededor del edificio. Solo un mes después, en enero de 1972, la GSA informó que el costo había aumentado a 126 millones de dólares. También se anunció una nueva fecha de finalización de julio de 1974. La GSA luego limitó el costo a 126 millones de dólares en agosto de 1972. La agencia culpó del aumento a la inflación; el uso de diferentes contratos para excavación, construcción de subestructura y construcción de superestructura; la construcción de un sistema de tubos neumáticos, piso reforzado y un sistema especial de detección y extinción de incendios; y los requisitos únicos de las áreas para la oficina de toma de huellas dactilares. La agencia también dijo que las alteraciones de NCPC y CFA aumentaron el costo en 7 465 000 dólares.
En agosto de 1972, la subestructura estaba completa; el piso, las columnas y el techo del primer piso instalados; y las columnas del segundo piso vertidas. Aunque el Congreso había autorizado 126 millones de dólares para el edificio, aún tenía que apropiarse del dinero.
El edificio del FBI estaba a punto de completarse en 1974. El primer personal del FBI comenzó a mudarse al edificio en octubre de 1974, y el director del FBI, Clarence M. Kelley, se mudó a su oficina en mayo de 1975. En junio de 1975, la estructura estaba ocupada en un 45 por ciento. La obra debía finalizar en septiembre de 1975, y el personal final llegaría en noviembre de 1975.
El presidente Gerald Ford inauguró el edificio el 30 de septiembre de 1975.

### Nombre

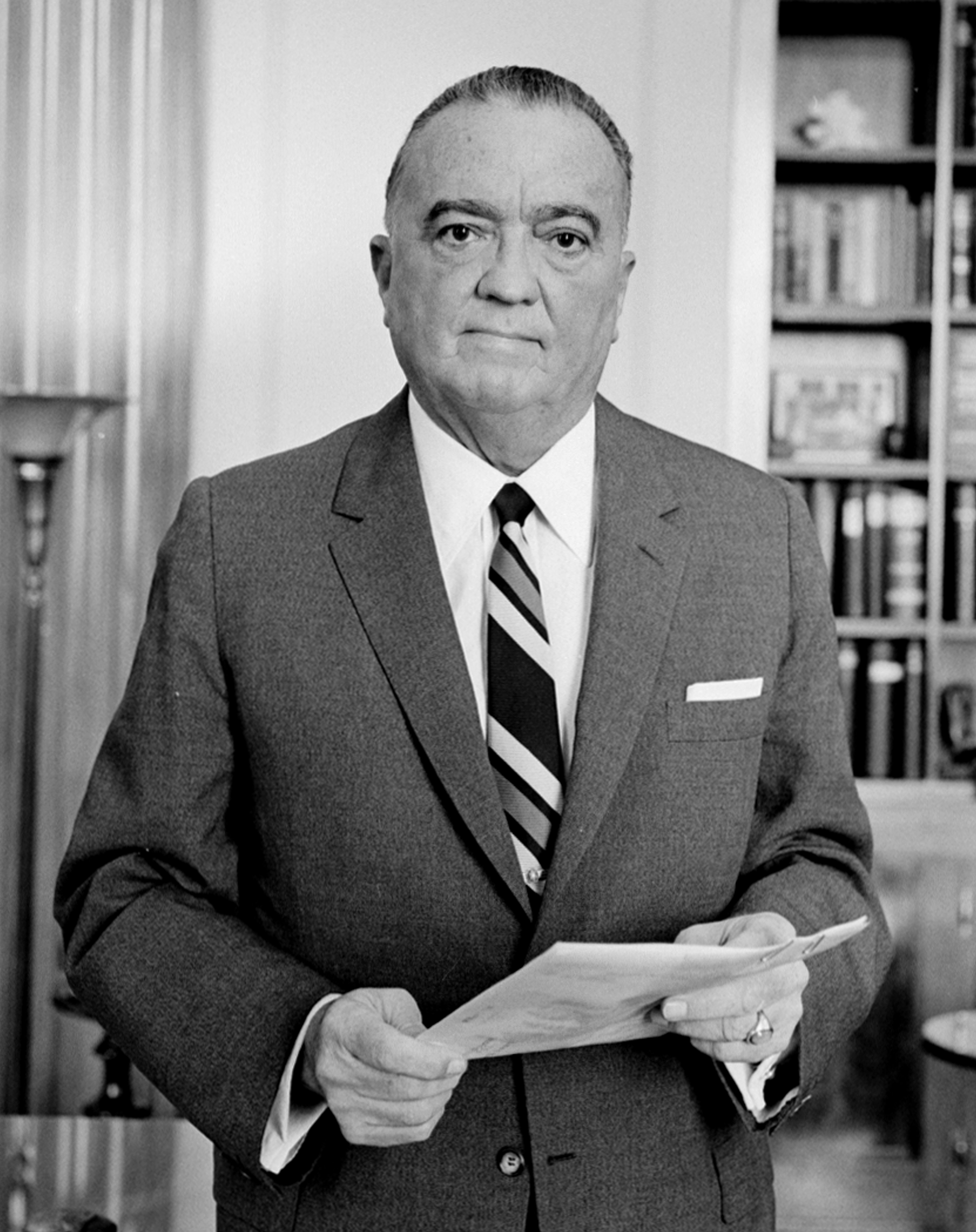
J. Edgar Hoover en 1961.

Aunque el edificio del FBI originalmente no tenía nombre, se especuló con que llevaría el de John Edgar Hoover. El primero en hacerlo fue el reportero de The Washington Post, Walter Pincus, en junio de 1971. El reportero Abbott Combs hizo la misma afirmación en diciembre del mismo año.
Hoover murió el 2 de mayo de 1972. Un día después el Senado aprobó una resolución pidiendo que el edificio del FBI, entonces incompleto, llevara su nombre. El 4 de mayo, el presidente Richard Nixon ordenó a la Administración de Servicios Generales que designara la estructura como J. Edgar Hoover Building. Sin embargo, ni la resolución del Senado ni la orden de Nixon tenían fuerza de ley.
El 25 de mayo de 1972, como parte de la Ley del Centro Cívico Bicentenario Dwight D. Eisenhower Memorial, el Senado aprobó una ley (S. 3943) que designa legalmente el edificio como el J. Edgar Hoover Building. También avanzaba un proyecto de ley similar en la Cámara (HR 16645). El proyecto de la Cámara fue enmendado varias veces. Posteriormente, la Cámara aprobó la S. 3943 el 3 de octubre, tras enmendarla para incluir el lenguaje enmendado de la HR 16645. El Senado acordó las enmiendas de la Cámara el 14 de octubre. Nixon promulgó la legislación como Ley Pública 92-520 el 21 de octubre de 1972.

### Propuesta de cambio de nombre
En marzo de 2021, el representante de Tennessee Steve Cohen reintrodujo un proyecto de ley con cerca de una docena de copatrocinadores para eliminar el nombre de J. Edgar Hoover del edificio del FBI. Influenciado por la película Judas and the Black Messiah Cohen afirma: "La película es una descripción clara de sus esfuerzos para impedir el movimiento de derechos civiles", y Hoover "no merece el honor y el reconocimiento de que la sede de la principal agencia de aplicación de la ley del país lleve su nombre. Los derechos civiles que disfrutamos hoy son a pesar de J. Edgar Hoover, no gracias a él".

## Arquitectura
En el momento en que se completó, se informó que el J. Edgar Hoover Building tenía 220 000 m² hasta 235 500 m² de espacio interior, de los cuales 93 000 m² eran espacio de oficina utilizable. Según información más actualizada proporcionada por el FBI, el edificio tenía 260 209 m² de espacio interior en 2010. Sus comodidades internas incluyen:
- Un anfiteatro
- Un auditorio de 162 asientos
- Un taller de reparación de automóviles
- Una cancha de baloncesto de dos pisos
- Una cafetería en el octavo piso, con acceso a un jardín en la azotea.
- Aulas
- Bóveda criptográfica
- Laboratorios para revelar tanto para fotografía fija como para películas cinematográficas
- Salas de ejercicio
- Una videoteca
- Un campo de tiro
- 7432 m² de espacio de laboratorio
- Una clínica médica
- Morgue
- Una imprenta
- Un patrón de prueba y rango balístico
- Un teatro de 700 asientos

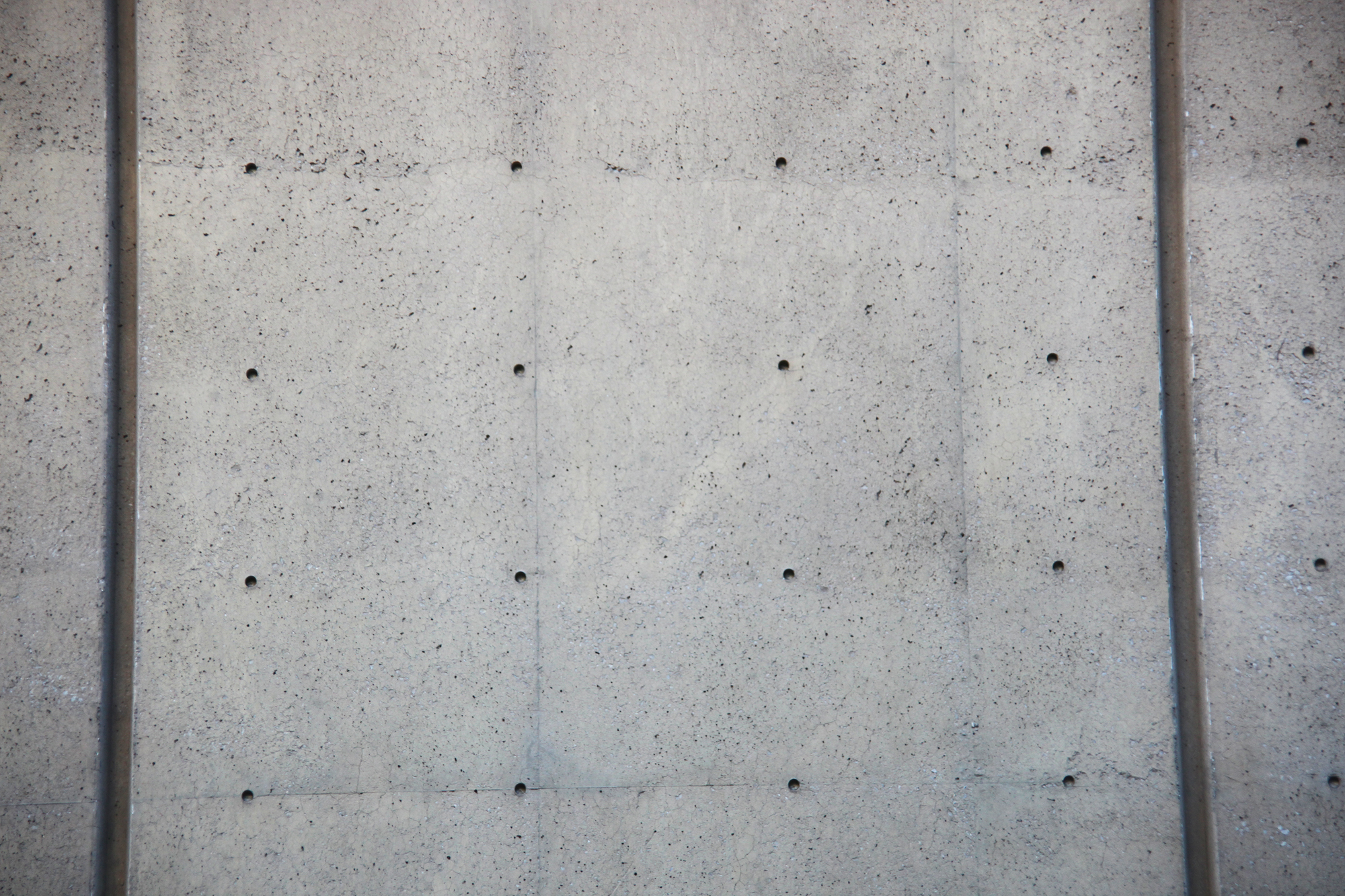
Fachada del J. Edgar Hoover Building, que muestra los orificios donde se debía haber fijado el revestimiento al hormigón en bruto.

La estructura tiene tres plantas bajo rasante. Originalmente, solo se planificaron dos pisos subterráneos, pero se agregó un tercero durante el proceso de revisión. Los dos pisos superiores de la estructura norte (E Street) albergaban la oficina de huellas dactilares.
Las características especiales incluyeron un sistema de tubo neumático y un sistema de cinta transportadora para manejar correo y archivos. Una "losa de protección" especial, reforzada y extra gruesa existía debajo del segundo piso para ayudar a proteger el edificio de las explosiones a nivel de la calle. Un foso seco lleno de grava corría a lo largo del edificio en la calle E NW.
Los pilares de las esquinas contenían los servicios mecánicos (ascensores, HVAC, etc.). Se instaló un sistema de ascensor dual, uno para uso del público y otro para uso del personal. También existía un conjunto doble de pasillos en partes de los edificios. 
El conjunto más pequeño de pasillos dobles era de uso público. Los ascensores públicos se conectaban solo a los pasillos públicos, aislando al público de los trabajadores del FBI. Varias partes del pasillo público contenían mamparas de vidrio a través de las cuales el público podía ver al personal del FBI trabajando.
El J. Edgar Hoover Building tiene un estilo arquitectónico conocido como brutalismo. El término se deriva del término francés béton brut ("hormigón en bruto"); en las estructuras brutalistas, las superficies de hormigón sin procesar se utilizan comúnmente para crear "superficies rugosas y dramáticas y formas escultóricas monumentales". El hormigón muestra las marcas de las toscas formas de madera en las que se vertió el hormigón líquido. El exterior está construido con hormigón prefabricado de color beige y hormigonado in situ.
La intención era colocar láminas de hormigón pulido o granito en el exterior. Los muros exteriores se construyeron para acomodar estos accesorios, pero este plan se abandonó cuando la obra se acercaba a su finalización. Las ventanas eran de vidrio teñido de bronce. La línea de la cornisa es de 48,8 m de alto en el lado de la calle E.
El interior, tal como se construyó, consistió en baldosas de vinilo blanco y techos y pisos de concreto pulido pintados de blanco. El patio al aire libre estaba pavimentado con piedra de color beige grisáceo y contenía una arcada para albergar a los empleados mientras se movían alrededor de su borde.

### Recepción de la crítica

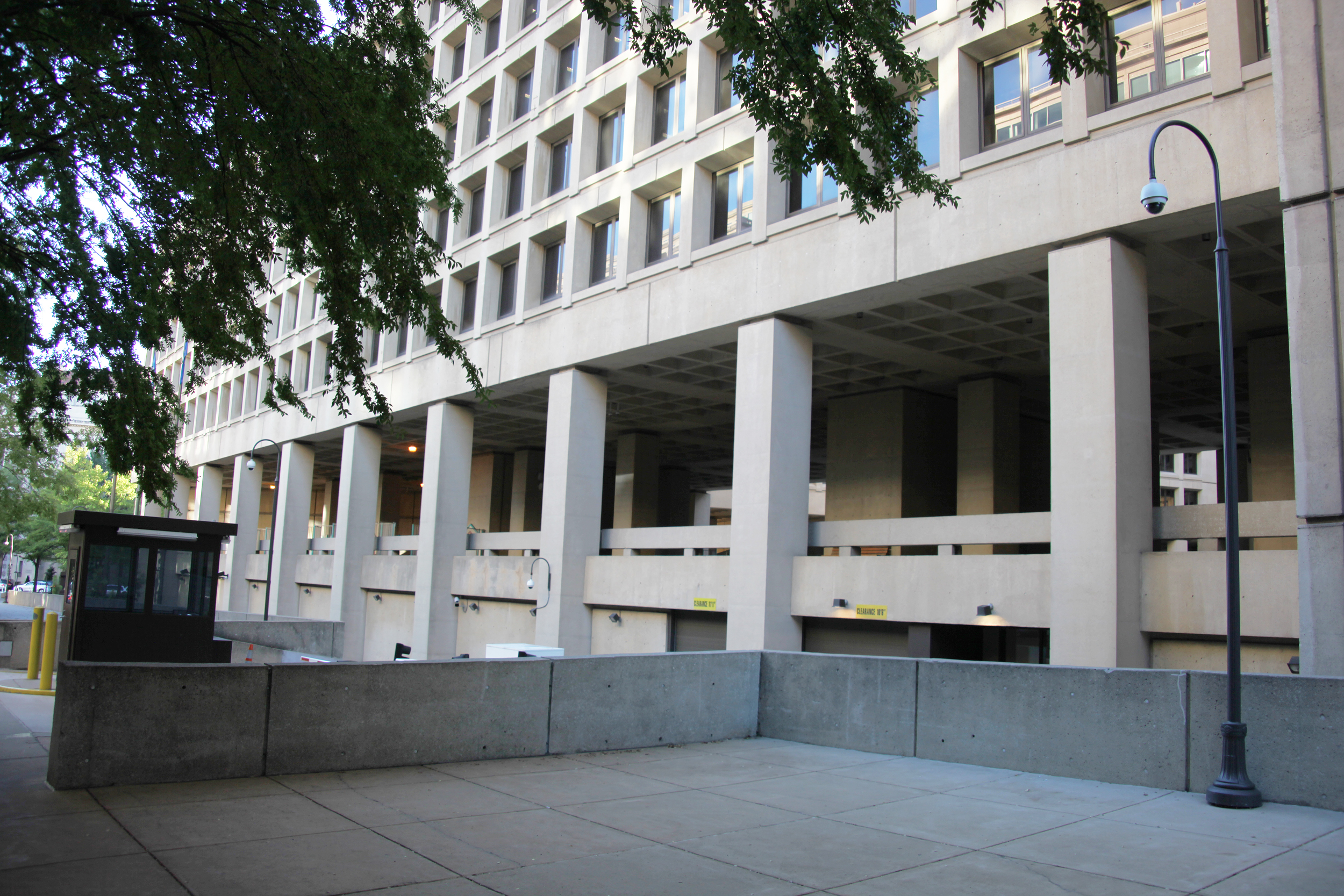
El área del segundo piso en la calle 9 NW en octubre de 2012, criticada como oscura y cavernosa por el crítico del Chicago Tribune Paul Gapp.

El J. Edgar Hoover Building fue ampliamente elogiado cuando se erigió por primera vez. El crítico de arquitectura de The Washington Post, Wolf Von Eckardt, lo llamó arquitectura "valiente" y "audaz" en 1964. Era, afirmó, "... una arquitectura masculina, sensata, apropiada para un cuartel general de la policía nacional. Es un comienzo prometedor para la nueva avenida Pensilvania". El crítico del Chicago Tribune, Paul Gapp, fue más ambiguo. En 1978 dijo que la línea desigual de la cornisa daba "a las fachadas más altas del edificio un aspecto bastante intimidante, parecido a un templo, que recuerda vagamente a un antiguo decorado de Cecil B. Dé Mille". También criticó la segunda cubierta abierta por tener un aspecto oscuro y cavernoso y el interior por ser "monótono federal". Pero a fin de cuentas, escribió Gapp, mientras que el edificio del FBI "cae considerablemente por debajo del nivel general de excelencia de diseño de C. F. Murphy [,]... no es el desastre visual que pretenden algunos de sus detractores". Lo declaró arquitectura mediocre, pero no peor que cualquier otro edificio federal construido en Washington D. C., la última década. La crítica de arquitectura del New York Times , Ada Louise Huxtable, también se mostró poco entusiasta. Aunque enumeró varios de los defectos del edificio, sin embargo, sintió que el diseño hizo un "trabajo superior" al conciliar los numerosos problemas que enfrenta el sitio y los usos que se le daría a la estructura.
Las opiniones de Von Eckardt cambiaron radicalmente entre su evaluación inicial en 1964 y la finalización de la estructura en 1975. En su inauguración, llamó al edificio orwelliano, "ajeno al espíritu de la capital", y un "juego de formas excesivamente dramático y completamente erróneo". Criticó el interior como "una fábrica monótona con luz dura, pasillos interminables, suelos duros y sin relieve visual". Von Eckardt no culpó a los arquitectos por el diseño, sino al CFA. Paul Goldberger, que escribía para The New York Times, se hizo eco de la dura evaluación de Von Eckardt. Sintió que el diseño era banal y aburrido, "una forma de hormigón arrogante y autoritaria que desafía al visitante a acercarse". Observó que la concentración alta y fuerte en la calle E recordaba a la del Convento de Santa María de La Tourette, pero carecía de la colina dramática detrás de ella para darle un contrapunto a la masa. "Este edificio", concluyó, "le da la espalda a la ciudad y sustituye a la arquitectura responsable por una monumentalidad pomposa y vacía que, al final, no es tanto un símbolo como un síntoma, un síntoma de algo mal en el gobierno y justo tan mal en la arquitectura".

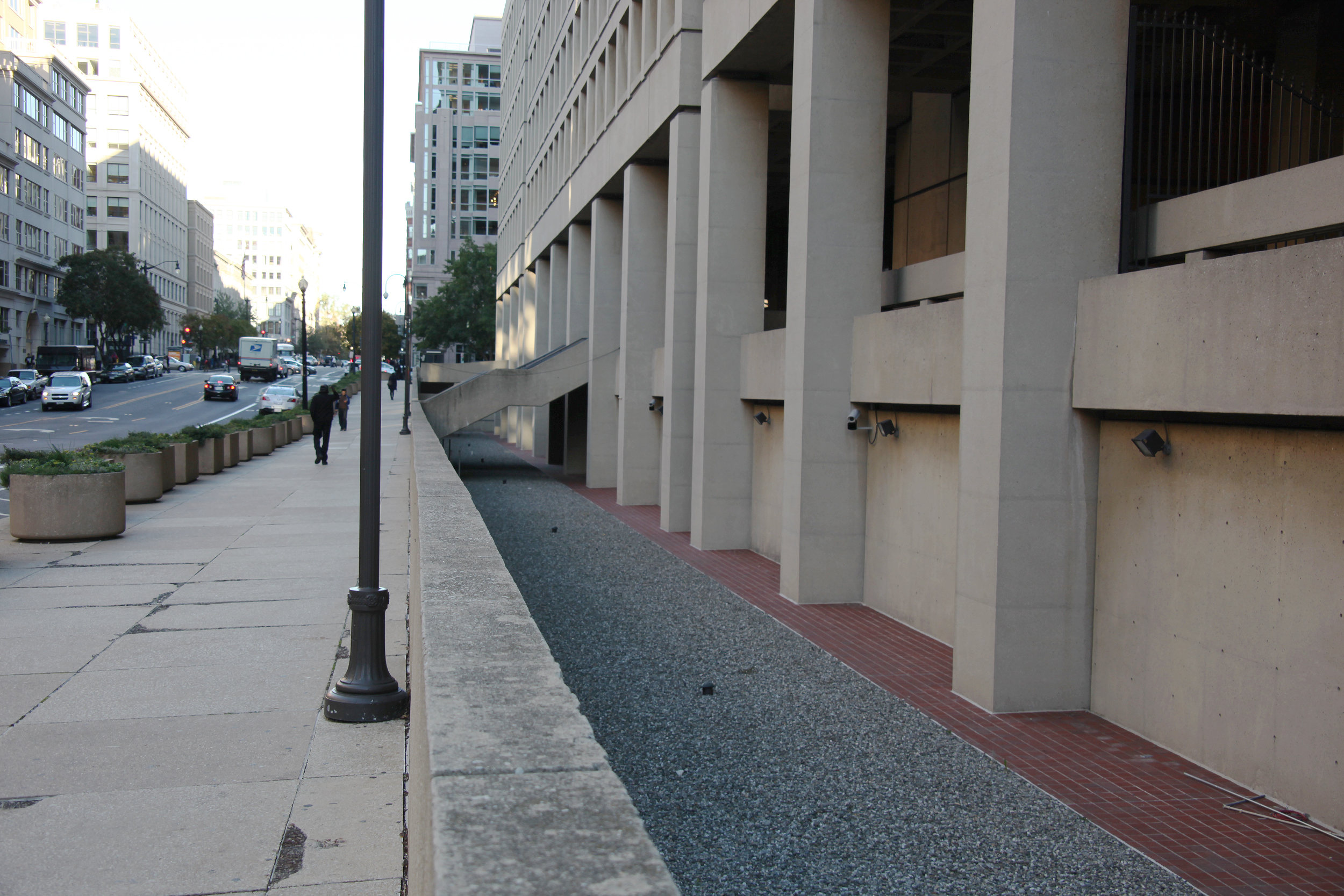
A lo largo de E Street NW hay un foso seco lleno de grava que rodea el edificio como medida de seguridad.

Más recientemente, el J. Edgar Hoover Building ha sido fuertemente criticado por su estética e impacto en la vida urbana de la ciudad. En 2005, el arquitecto de D. C. Arthur Cotton Moore condenó duramente el edificio por crear un espacio muerto en el corazón de la ciudad. "Crea un vacío a lo largo de la avenida Pensilvania. Dado su tamaño y dureza elefantinos, crea un agujero negro. Su muro de hormigón, sin ventanas ni vida, es un pecado urbano. La gente debería estar paseando por la calle principal de Estados Unidos. Nadie pasea frente al edificio del FBI". Al año siguiente, Gerard Moeller y Christopher Weeks escribieron en la Guía de la AIA para la Arquitectura de Washington D. C. que el edificio del FBI era el "fanfarrón del vecindario... desgarbado, maleducado...". También culparon al pobre diseño de la estructura de socavar la remodelación de la avenida Pensilvania: "la base impenetrable, el patio en sombras y los pisos superiores que se avecinan denotan seguridad y vigilancia". El prototipo del plan de remodelación de la avenida Pensilvania, diseñado bajo la dirección de Nathanial Owings, ayudó a garantizar que el plan completo nunca se realizara". Cinco años después, en 2011, la reportera del Washington City Paper, Lydia DePillis, señaló que el edificio "ha sido calumniado durante mucho tiempo como el edificio más feo del centro de Washington D. C.". La autora de Architecture for Dummies, Deborah K. Dietsch, dijo en abril de 2012 que era "desastroso", "insensible" y "hostil", y que junto con el James V. Forrestal Building encabezaban la lista de los edificios más feos de la ciudad. Una lista compilada por Trippy.com y Reuters declaró que el J. Edgar Hoover Building era el edificio más feo del mundo, y lo encontró como un "lúgubre gigante de la década de 1970". El escritor de viajes de Los Angeles Times, Christopher Reynolds, comentó que es "tan feo, dicen los historiadores locales, que asustó a las autoridades para que establecieran estándares más altos para la interacción de los peatones von los edificios a lo largo de la avenida Pensilvania".
Quizás la crítica más severa —y la más importante— proviene de la Comisión Nacional de Planificación de la Capitalización y la propia Comisión de Bellas Artes. En 2009, las dos agencias publicaron un nuevo e importante estudio estratégico y plan para el futuro de la ciudad de Washington D. C., el Monumental Core Framework Plan. Aunque las dos agencias no llegaron a pedirle al gobierno federal que derribara el J. Edgar Hoover Building, ambas fueron tajantes en sus críticas:
... los requisitos de seguridad del FBI han impedido los usos públicos a nivel de la calle alrededor de toda la cuadra del J. Edgar Hoover Building entre las calles 9 y 10. La presencia de fortaleza del edificio se ve agravada por las instalaciones de seguridad, el foso que rodea tres lados del edificio, la escala de sus características arquitectónicas y la ausencia de actividad a nivel de la calle.... el [r]edesarrollo del sitio del J. Edgar Hoover Building con usos culturales, hoteleros, comerciales y de oficina puede traer nueva vitalidad urbana a la avenida Pensilvania.

### Obra de arte
El patio del edificio incluye la escultura Fidelity, Bravery, Integrity de Frederick Charles Shrady. En enero de 1975, la Sociedad de Antiguos Agentes Especiales del FBI aprobó una resolución para crear un monumento a J. Edgar Hoover. El monumento, que costó 125 000 dólares, fue financiado a través de contribuciones. El artista fue seleccionado a través de un concurso de diseño y la escultura fue dedicada el 13 de octubre de 1979. La pieza, realizada en bronce (4,7 m de ancho y 1,7 m de profundo), muestra tres figuras que representan Fidelidad, Valentía e Integridad. Las figuras se colocan sobre un fondo de una gran bandera de los Estados Unidos, que parece ondear con la brisa. Fidelity, una mujer, está a la derecha, sentada en el suelo y mirando hacia la figura masculina de Bravery. A la izquierda de Bravery está Integrity, una figura masculina que se arrodilla sobre una rodilla, con la mano izquierda en el corazón. Mira hacia Bravery, que está flanqueado por las otras dos figuras. Las figuras son sencillas con poco detalle. La escultura descansa sobre una base rectangular de 0,8 m por 3,1 m por 2,2 m hecha de losas de mármol negro y mortero. El frente de la base está tallado y pintado con las palabras "Fidelidad, valentía e integridad". En 1993, la pieza fue examinada como parte de Save Outdoor Sculpture! del Instituto Smithsoniano y se describió como que necesita tratamiento de conservación.

## Decadencia y planes de reemplazo
Poco después de la inauguración en 1975, el FBI cerró la plataforma de observación peatonal del segundo piso por razones de seguridad. No se ha vuelto a abrir al público desde entonces. La agencia suspendió las visitas públicas al edificio a raíz de los atentados del 11 de septiembre. Los recorridos seguían suspendidos a 3 de abril de 2019.
Los problemas estructurales se hicieron evidentes alrededor de 2001. Ese año, un consultor de ingeniería descubrió deterioros debido al mantenimiento diferido y porque muchos sistemas (HVAC, ascensores, etc.) estaban llegando al final de su ciclo de vida. El consultor calificó el edificio como en "malas condiciones" y dijo que no estaba en un "nivel aceptable para la industria".
Se realizaron estudios adicionales durante los próximos años. En 2005, un consultor de bienes raíces informó que la fuerza laboral dispersa del FBI (entonces alojada en el Hoover Building y otros 16 sitios arrendados en toda el área metropolitana de Washington D. C.) y el diseño interior ineficiente del Hoover Building estaban creando ineficiencias para el FBI. Se sugirieron actualizaciones de seguridad, reemplazos de sistemas de construcción y otras renovaciones. En este momento, la GSA calculó que se necesitarían tres años para desarrollar una sede de reemplazo e identificar un sitio, y otros tres para el diseño, la construcción y la mudanza. El FBI comenzó a estudiar los costos y la logística de trasladar su sede a finales de ese año.

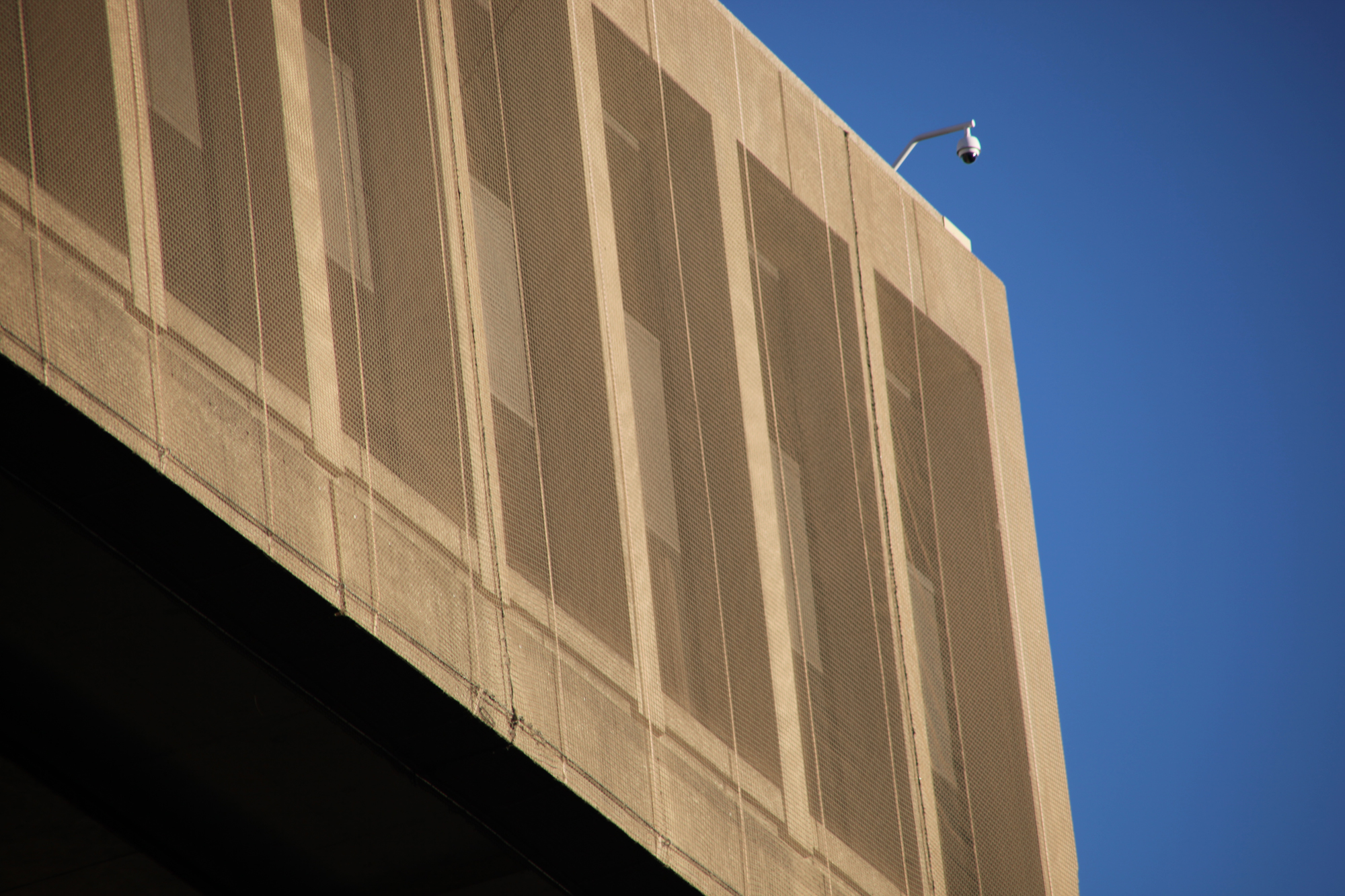
Una malla de seguridad rodea los pisos superiores del J. Edgar Hoover Building para atrapar el concreto suelto.

En 2006, la GSA estimó los costos de renovación del Hoover Building entre 850 millones de dólares y 1.100 millones de dólares. También se hicieron evidentes problemas adicionales ese mismo año. Un trozo de la fachada de hormigón se soltó y cayó sobre la acera de la concurrida avenida Pensilvania. Se contrató a un contratista para quitar el hormigón suelto del exterior. Se colgaron redes de construcción alrededor de los pisos superiores para evitar que piezas adicionales de concreto se estrellaran contra el suelo. El costo total de la remoción de concreto y la instalación de redes de seguridad fue de 5,9 millones de dólares. En 2007, un consultor de planificación y diseño arquitectónico informó que el costo de estas renovaciones y la interrupción del trabajo y el personal del FBI no eran justificables. El consultor recomendó construir una nueva sede del FBI.
En 2008, la GSA contrató a una empresa de tasación de bienes raíces para evaluar más a fondo el J. Edgar Hoover Building. La firma calificó la construcción del edificio como promedio y la condición del edificio por debajo del promedio. El consultor también dijo que era inferior tanto en diseño como en construcción en comparación con otros edificios de oficinas construidos al mismo tiempo. El tasador también dijo que incluso si la GSA hiciera todos los 660 millones de dólares en renovaciones urgentes identificadas, el J. Edgar Hoover Building todavía no se clasificaría como espacio de oficinas "Clase A".
El inicio de la Gran Recesión obligó al FBI a suspender sus esfuerzos para construir una nueva sede. En 2010, la GSA rebajó la calificación del Hoover Building de un "activo principal" (una estructura cuya vida útil es superior a 15 años) a un "activo de transición" (una estructura cuya vida útil es de seis a 15 años). Al hacer la rebaja, la GSA decidió limitar las renovaciones al edificio.

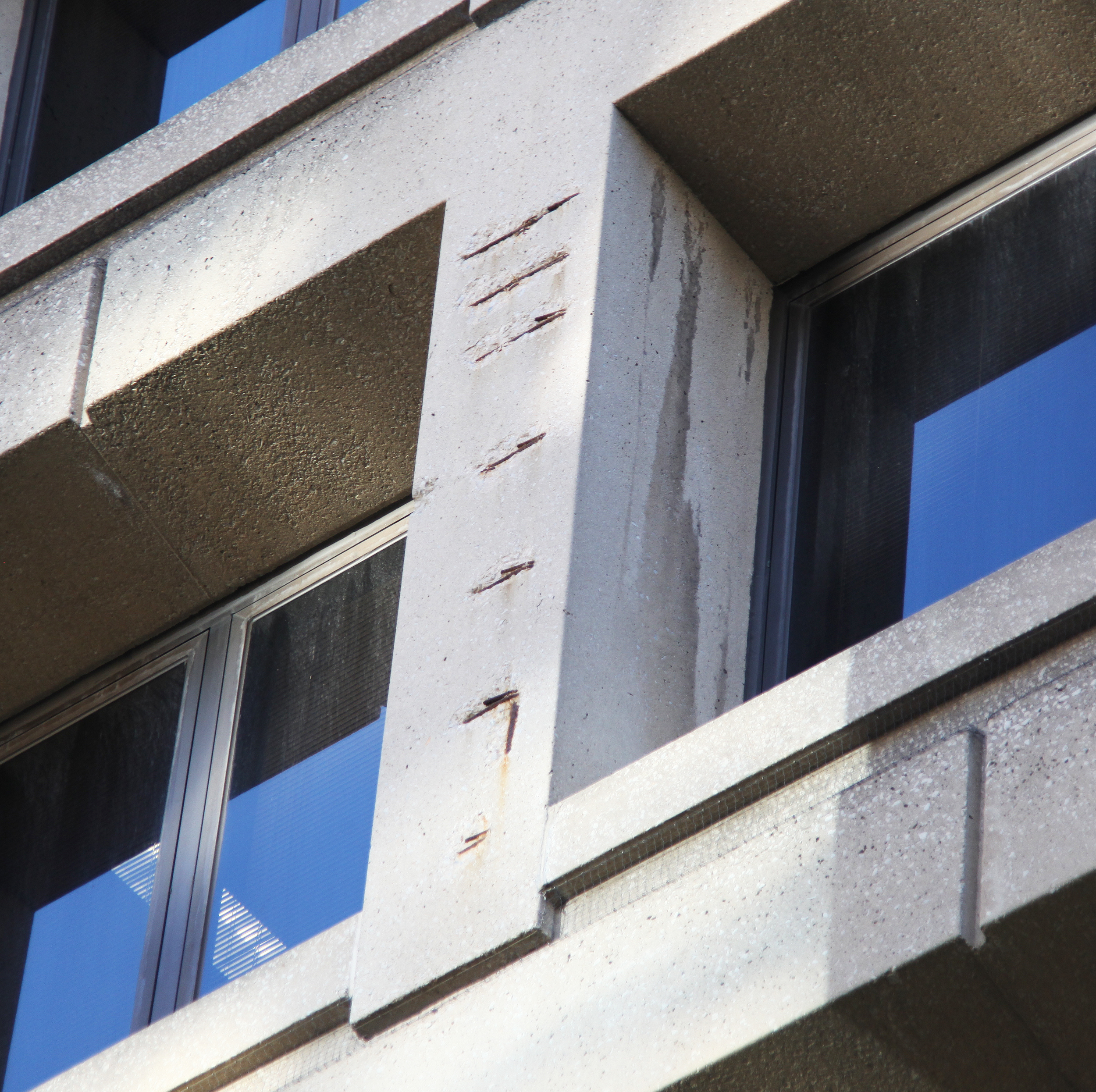
Deterioro de la fachada este. Las varillas de acero de refuerzo ahora se están oxidando.

En 2011, una inspección de la Oficina de Responsabilidad del Gobierno (GAO) del Hoover Building reveló un deterioro importante adicional. El agua que se filtraba desde el patio interior había corroído el techo de hormigón del estacionamiento de abajo. McMullan & Associates, un contratista de estructuras, informó que el estacionamiento estaba "severamente deteriorado" y que los trozos de concreto sueltos estaban en "peligro inminente de soltarse" del techo del garaje. McMullan & Associates calificó el problema como una amenaza para la vida y eliminó el concreto suelto para mitigar el problema. La GSA también informó que el sótano era propenso a inundarse cuando llovía. GAO concluyó que el edificio estaba "envejeciendo" y "deteriorándose", que el diseño original del Hoover Building era ineficiente y que no podía reconfigurarse fácilmente para crear un nuevo espacio de trabajo o fomentar la cooperación entre agencias.
El informe de la GAO también identificó importantes riesgos de seguridad para el personal del FBI en el área metropolitana de Washington D. C. por las limitaciones del Hoover Building. El edificio está rodeado por todos lados por concurridas calles de la ciudad que están a solo unos metros de la estructura. Además, como este es demasiado pequeño para acomodar las actividades del FBI posteriores al 11 de septiembre, la agencia ha alquilado espacio en 21 ubicaciones en toda el área metropolitana, nueve de las cuales están en edificios de inquilinos múltiples. El FBI admitió que sus fuerzas de seguridad internas no están estacionadas en estos espacios alquilados, sino que simplemente los patrullan periódicamente.
La Oficina de Responsabilidad del Gobierno en noviembre de 2011 recomendó cuatro opciones para el J. Edgar Hoover Building:
1. Hacer nada.
2. Renovarlo durante 14 años a un costo de 1700 millones de dólares.
3. Demolerlo y reconstruir en el mismo sitio. Esto tomaría nueve años y costaría 850 millones de dólares.
4. Construye una nueva sede en otro lugar. Esto tomaría siete años y costaría 12 200 millones de dólares.

El FBI, al estar de acuerdo con el informe de la GAO, dijo que su máxima prioridad era abandonar el edificio y construir una nueva sede más grande capaz de reunir a la fuerza laboral dispersa del FBI bajo un mismo techo, mejorar la eficiencia dentro de la agencia y reducir costos de operación y mantenimiento.
Siguiendo los pasos del informe de la GAO, en diciembre de 2011, el Comité de Medio Ambiente y Obras Públicas del Senado votó por unanimidad para autorizar y ordenar a la GSA que identifique una empresa para construir una instalación de alquiler segura que contenga hasta 200 000 m² en un sitio de propiedad federal de hasta 22 ha dentro de 3,2 km de una estación de tren de Washington Metro para acomodar a todo el personal de la sede del FBI en la Región de la Capital Nacional. Bajo este esquema, el gobierno federal proporcionaría garantías para ayudar a financiar la estructura, que luego sería arrendada al gobierno federal por dos décadas, tras lo cual el gobierno tomaría posesión del edificio. Tres condados suburbanos, Fairfax y Loudoun en Virginia y Prince George's en Maryland, expresaron interés en albergar la nueva sede.
En abril de 2012, el Washington Business Journal especuló que se podría construir un nuevo edificio del FBI en un vecindario de Washington D. C., que necesita revitalización y renovación urbana (como Ward 7 o Ward 8). En ese momento, el comisionado del Servicio de Edificios Públicos de la GSA, Bob Peck, dijo que la GSA prefería vender el Hoover Building y su sitio a un desarrollador privado y no especificar si la estructura debería ser mantenida o demolida. Pero la resolución del Senado no fue adoptada por la Cámara de Representantes y no se convirtió en ley en el 112.º Congreso de los Estados Unidos. Sin embargo, el 29 de noviembre de 2012, el Fairfax Times informó que los funcionarios del condado de Fairfax creían que el Congreso consideraría esta legislación de nuevo en 2013, y el condado decidió contratar cabilderos para alentar la construcción de la nueva sede del FBI en una ubicación del gobierno cerca de la estación Franconia–Springfield.

## Búsqueda de una nueva sede

### Propuesta de permuta de edificio de 2013
El 3 de diciembre de 2012, la Administración de Servicios Generales anunció que consideraría propuestas de desarrolladores del sector privado para cambiar el J. Edgar Hoover Building por una parcela de terreno más grande fuera de la ciudad. La GSA pidió a los desarrolladores interesados que ofrecieran propiedades sin desarrollar y dinero en efectivo para el Hoover Building. El administrador interino de la GSA, Dan Tangherlini, dijo que la agencia esperaba que la inyección de efectivo permitiera al FBI construir su nueva sede. Se estableció como fecha límite el 4 de marzo para las propuestas. Unas semanas más tarde, los funcionarios del condado de Montgomery, en el estado de Maryland, dijeron que estaban solicitando a desarrolladores privados que los ayudaran a formar una oferta para la nueva sede del FBI también.
La GSA celebró un "día de la industria" el 17 de enero de 2013 para juzgar el interés en la propuesta y solicitar de manera informal ideas a los desarrolladores. Según los funcionarios de la GSA, la multitud de 350 personas hizo que el evento sea "el más grande para cualquier ofrenda de este tipo en la memoria". Patrick G. Findlay, subdirector del FBI para instalaciones y servicios logísticos, dijo que cualquier nueva sede del FBI debe tener al menos 200 000 m² de superficie, acomodan a 11 000 empleados y contienen de 160 000 a 200 000 m² de tierra. 
El administrador interino de la GSA, Dan Tangherlini, afirmó que la GSA todavía creía que sería demasiado costoso renovar el J. Edgar Hoover Building o demolerlo y reconstruirlo en el mismo sitio. Tangherlini también dijo que la GSA tomaría en consideración los requisitos de la resolución del Senado de 2011 de que cualquier nueva sede del FBI esté ubicada dentro de un radio de 3,2 km de una estación de Metrorail y no más de 4 km de la Capital Beltway. La GSA anunció una nueva fecha límite, el 24 de marzo de 2013, para las "expresiones de interés" y dijo que era probable que emitiera una solicitud formal de propuestas para fines de 2013.
Antes del "evento industrial" de la GSA, los funcionarios de Washington D. C. también expresaron interés en mantener la sede del FBI dentro de los límites de la ciudad. El alcalde de Washington D. C. Vincent C. Gray dijo que la ciudad también presentaría sus propuestas, y Gray sugirió usar Poplar Point, 45 ha parcela de tierra de propiedad federal bordeada por el río Anacostia, South Capitol Street, la carretera interestatal 295 (también conocida como la autopista Anacostia Freeway) y los puentes de la calle 11. Gray dijo el 26 de febrero que, aunque había realizado estudios de reubicación del FBI antes, un nuevo análisis de costo-beneficio de trasladar la sede del FBI a Poplar Point estaría completo en 60 días. 
The Washington Post informó que Gray y el miembro del Concejo del Distrito de Columbia, Tommy Wells, parecían dudar del valor de mantener al FBI en el Distrito. "Si bien la política puede exigir que el Distrito no se retire por completo del derbi regional", dijo el reportero Mike DeBonis, "una mirada sensata al crecimiento futuro de la ciudad también podría exigir la conclusión de que un complejo gubernamental de alta seguridad no es un uso inteligente de un PARCELA DE DESARROLLO PRINCIPAL".
La Autoridad de Tránsito del Área Metropolitana de Washington (WMATA) también se unió a la licitación para la nueva sede del FBI. La WMATA tiene 0,3 km² de terreno cerca de su estación de Metrorail Greenbelt en el condado de Prince George. La WMATA firmó previamente un acuerdo con la empresa de desarrollo inmobiliario Renard (anteriormente Metroland Developers) en virtud del cual la empresa desarrollaría el terreno vacío (generando ingresos por arrendamiento de propiedad para la WMATA). Los funcionarios de Metro propusieron enmendar el acuerdo para permitir que Renard y los funcionarios del condado de Prince George presenten el terreno para que la GSA lo considere. 
Si se acepta la propuesta, se le exigirá a Renard que compre el terreno a valor de mercado. Alternativamente, Renard podría transferir sus derechos de desarrollo al condado de Prince George, que luego podría presentar una oferta. Los funcionarios de la WMATA señalaron que el sitio es atendido por Metrorail, y hay 3 700 espacios de estacionamiento y 17 bahías de Metrobus en la estación Greenbelt. La WMATA creía que el gobierno federal pagaría para mejorar el acceso a Capital Beltway (que actualmente es muy limitado) y actualizar las instalaciones de la WMATA en la estación (sin costo para la agencia de tránsito).
El desarrollador inmobiliario Donald Trump expresó su interés en remodelar el Hoover Building en septiembre de 2013. Trump obtuvo un contrato de arrendamiento por 60 años para el Old Post Office al otro lado de la calle en el verano de 2013, y planea invertir 200 millones de dólares y planea remodelarlo para convertirlo en un hotel de lujo. Trump estimó que el FBI no desalojaría el edificio hasta 2016.

### Proceso formal de selección del sitio
El 14 de noviembre de 2013, la GSA abrió un proceso formal para seleccionar el sitio de una nueva sede del FBI. La agencia dijo que recibió 38 propuestas informales de gobiernos y desarrolladores del área, que demostraron suficiente interés de proyectos viables como para seguir adelante con la reubicación. La agencia estableció como fecha límite el 17 de diciembre de 2013 para las propuestas y dijo que elegiría una o más ubicaciones para una discusión adicional a principios de 2014. Era probable que a mediados de 2014 se eligiera un único socio para el desarrollo y la ubicación, y en 2015 se firmaría un acuerdo formal.
La GSA dijo que sus requisitos para un nuevo sitio de la sede incluían:
- 202 000 m² de tierra, o 200 000 m² de oficina y plaza de aparcamiento.
- Una estación del metro de Washington a 3,2 km
- La autopista Capital Beltway a 4 km
- El sitio debe estar dentro del Distrito de Columbia; los condados de Montgomery o Prince George en Maryland; los de Arlington, Fairfax, Loudoun o Prince William en Virginia; o las ciudades independientes de Alejandría, Fairfax, Falls Church, Herndon, Manassas o Viena en Virginia.
- Seguridad de nivel V, el estándar más alto requerido por el gobierno federal.
- Acceso a servicios públicos.

Debido a su distancia de Metrorail y Beltway, los condados de Loudoun y Prince William fueron efectivamente eliminados de la competencia. Victor Hoskins, vicealcalde de planificación y desarrollo económico de Washington D. C., reconoció que el sitio propuesto por la ciudad, Poplar Point, también fue eliminado debido al tamaño pequeño y las preocupaciones ambientales. Varios políticos prominentes de Virginia, incluidos los senadores Mark Warner y Tim Kaine, los representantes estadounidenses Gerry Connolly, Jim Moran y Frank Wolf, y el gobernador Terry McAuliffe se han unido para presionar para que se construya el nuevo sitio en Springfield después de "pautas de selección de sitios" pero eliminó otras ubicaciones del norte de Virginia ". Toda la delegación del Congreso de Maryland se ha unido para presionar para que el condado de Prince George sea la nueva ubicación.

### Declaración de impacto ambiental
En julio de 2014, la GSA anunció que la sede del FBI se trasladaría del centro de Washington a un campus suburbano en un sitio en Greenbelt o Landover en Maryland o en Springfield, Virginia. A principios de septiembre de 2014, la GSA emitió un aviso de mi intención de preparar una declaración de impacto ambiental (EIS) para la consolidación de la sede del FBI propuesta y el intercambio del J. Edgar Hoover Building. El aviso describía las tres alternativas de sitio y anunció un proceso de determinación del alcance que la GSA llevará a cabo desde el 8 de septiembre hasta el 23 de octubre de 2014. El proceso de determinación del alcance tiene como objetivo ayudar a determinar las alternativas que se considerarán y el alcance de los problemas que se abordarán, así como a identificar los problemas ambientales importantes que la GSA debe abordar durante la preparación de un borrador de la DIA. El proceso incluye cuatro reuniones públicas de puertas abiertas que la GSA llevará a cabo en Maryland, Virginia y Washington D. C., a fines de septiembre y principios de octubre de 2014, y oportunidades para la presentación de comentarios por escrito.

### Desarrollos recientes
En enero de 2016, la GSA emitió la Fase II de su Solicitud de propuestas para el proyecto.
El Sistema Universitario de Maryland ha reforzado las ofertas de los sitios de Maryland con su Consorcio Nacional para el Estudio del Terrorismo y las Respuestas al Terrorismo proponiendo una nueva Academia de Maryland para la Innovación y la Seguridad Nacional que sería una asociación entre el FBI y la Universidad de Maryland en Baltimore y College Park.
En octubre de 2016, se anunció que la selección final del sitio para el proyecto, entre los tres sitios finalistas de Greenbelt, Maryland; Landover, Maryland; y Springfield, Virginia, se anunciaría a finales de 2016, aunque posteriormente se retrasó hasta la primavera de 2017. En julio de 2017, la GSA anunció que no continuaría con el proyecto, citando la falta de fondos adecuados para el intercambio de propiedad y la construcción.
En octubre de 2018, algunos miembros del Congreso enviaron una carta a Emily Murphy, administradora de la GSA, atribuyendo la decisión de abandonar los planes de reubicar el edificio del FBI a Donald Trump.